# Pluto e la primavera
Pluto e la primavera (Springtime for Pluto) è un film del 1944 diretto da Charles A. Nichols. È un cortometraggio animato della serie Pluto, prodotto dalla Walt Disney Productions e uscito negli Stati Uniti il 23 giugno 1944, distribuito dalla RKO Radio Pictures.

## Trama
Lo spirito della primavera (un fauno) suona il flauto, facendo sciogliere la neve e spuntare fiori, erba e foglie. Quando arriva alla cuccia di Pluto, egli si sveglia in preda al richiamo della primavera. All'inizio Pluto si diverte annusando gli alberi, ascoltando il canto degli uccellini, vedendo due pecorelle saltare di gioia e assistendo alla metamorfosi di un bruco in farfalla. Quando però inizia a giocare con un alveare come se fosse una palla, Pluto viene inseguito dalle api. Nella fuga, il cane finisce in un cespuglio di edera velenosa, che gli provoca un forte prurito. Poi i pollini lo fanno starnutire e inizia a scendere un acquazzone, provocando un raffreddore a Pluto, che, mentre torna alla sua cuccia, viene colpito da un fulmine e dalla grandine. Una volta tornato il sereno, il fauno vuole far piovere ancora e viene inseguito dal cane.

## Distribuzione

### Edizioni home video

#### VHS
- Le avventure di Pluto (gennaio 1985)[1]
- Le avventure di Pluto (febbraio 1990)[2]

#### DVD
Il cortometraggio è incluso nel DVD Walt Disney Treasures: Pluto, la collezione completa - Vol. 1.